# Гаран, Серж
Альбер Антонио Серж Гаран (фр. Albert Antonio Serge Garant) — канадский композитор, пианист, музыковед и музыкальный педагог XX века. Популяризатор современной классической музыки Канады, сооснователь и первый руководитель Квебекского общества современной музыки, профессор Монреальского университета. Лауреат музыкальной премии Совета Канады и приза Каликса Лавалле, офицер ордена Канады (1979), член Королевского общества Канады (1986).

## Биография
Родился в 1929 году в городе Квебек. В детские годы Сержа, совпавшие с периодом Великой депрессии, его семья несколько раз переезжала с места на место и, наконец, осела в Шербруке, когда ему было 12 лет. Мальчик начал учиться игре на кларнете и саксофоне и проявлял интерес к джазовой музыке. Уже играя на кларнете в симфоническом оркестре Шербрука и на саксофоне в различных джазовых ансамблях, с 1946 по 1950 год брал уроки фортепиано у Сильвио Лашарите и гармонии у Поля-Марселя Робиду. Впервые занялся сочинением собственной музыки после знакомства с «Весной священной» Стравинского и в 1948—1950 годах ездил в Монреаль брать уроки композиции у Клода Шампаня. Также в Монреале занимался фортепиано с Ивонной Юбер.
Ранние композиции Гарана предназначались для фортепиано, вокала в сопровождении фортепиано, концертных ансамблей и струнного оркестра. Некоторые из этих работ были исполнены на молодежном фестивале 1950 года. Ассоциация любительских ансамблей отметила денежной премией его «Фантазию для кларнета и фортепиано», что позволило ему провести 6 недель в Джульярдской школе в США. С начала 1950-х годов объектом интереса Гарана стала современная классическая музыка, и уже в 1950 году в Шербруке он исполнял на фортепиано произведения Шёнберга. В 1951—1952 годах он посещал в Париже лекции Оливье Мессиана по анализу и изучал контрапункт под руководством Андре Ворабур-Онеггер, а также общался с Штокхаузеном и Булезом. В этот период Гаран стал поклонником творчества Антона Веберна. Развитие Гарана как композитора в эти годы демонстрирует влияние вначале Мессиана (Concerts sur terre, 1951; Et je prierai ta grâce, 1952), а затем веберовскоо пуантилизма и в целом атонализма («Каприсы», 1954; «Пьеса для фортепиано № 1», 1958; Musique pour la mort d’un poète). Однако в этих произведениях уже проявляется и собственный стиль Гарана как композитора. Этот стиль музыкант и поэт Рауль Дюге позже определил как «открытый структурализм».
Вернувшись в Шербрук, некоторое время зарабатывал на жизнь как джазовый пианист, но вскоре перебрался в Монреаль, где завершил изучение контрапункта под руководством Жослин Бине. В середине 1950-х годов выступал как музыкальный критик на Radio-Canada и в прессе (еженедельник L’Autorité). Начиная с 1954 года организовывал концерты современной классической музыки, включавшие работы Булеза, Мессиана и Веберна. В 1955 году на таком концерте публике была представлена пьеса Гарана Nucléogame, где впервые в Канаде партии живых инструментов (септет, включавший флейту, гобой, кларнет, валторну, трубу, тромбон и фортепиано) сочетались с магнитофонной записью. В 1958 году Гаран стал первым канадским композитором, использовавшим технику алеаторики в своём произведении («Три пьесы для струнного квартета»).
В 1956 году основал группу Musique de notre temps, дававшую концерты современной классической музыки в Монреальской консерватории. В 1961 году сочинил пьесу Anerca («Душа») для сопрано и инструментального ансамбля на материале инуитской поэзии. Это произведение принесло Гарану международную известность после его исполнения ансамблем под управлением Маурисио Кагеля на Международной неделе современной музыки в Мадриде. В том же году одна из его работ была включена в программу Domaine musical в Париже, а его пьесу Asymétries no 1 в 1965 году на концерте этого же общества исполнил Клод Эльфер. В 1963 и 1964 годах Квебекский и Шербрукский симфонические оркестры заказали Гарану большие произведения — соответственно Ouranos и Ennéade. Одновременно с сочинением и популяризацией современной классической музыки, занимался сочинением лёгкой музыки и аранжировкой, а также выступал как аккомпаниатор и дирижёр в программах развлекательной музыки на радио.
В 1966 году Гаран стал одним из основателей Квебекского общества современной музыки и его первым музыкальным директором. Он занимал этот пост до самой смерти. С 1967 года — профессор факультета музыки Монреальского университета, где преподавал анализ и композицию. Среди учеников Гарана за 20 лет работы были Вальтер Будро, Марсель Дешен, Ришар Грегуар, Мишель Лонгтен. С 1971 по 1986 год вёл на Radio-Canada передачу «Музыка нашего века» (фр. Musique de notre siècle). Неоднократно дирижировал Монреальским симфоническим оркестром, в том числе исполнением собственного произведения Phrases II в 1968 и 1969 годах соответственно с Францем Паулем Деккером и Шарлем Дютуа (данное сочинение требует участия одновременно двух дирижёров).

## Награды и звания
- 1971 — медаль Канадского совета по музыке
- 1978 — премия Уильяма Гарольда Муна, Организация прав исполнителей Канады (PROCAN)
- 1979 — офицер ордена Канады[3]
- 1980 — Приз Каликса Лавалле
- 1980 — премия Жюля Леже за современную камерную музыку, Канадский совет по музыке (Quintette)
- 1984 — исполнитель года, Канадский совет по музыке
- 1984 — музыкальная премия Совета Канады по искусству
- 1986 — член Королевского общества Канады

В честь Сержа Гарана названа музыкальная премия, присуждаемая раз в три года Фондом Эмиля Неллигана (Квебек)